# Palazzo Bellavite Baffo

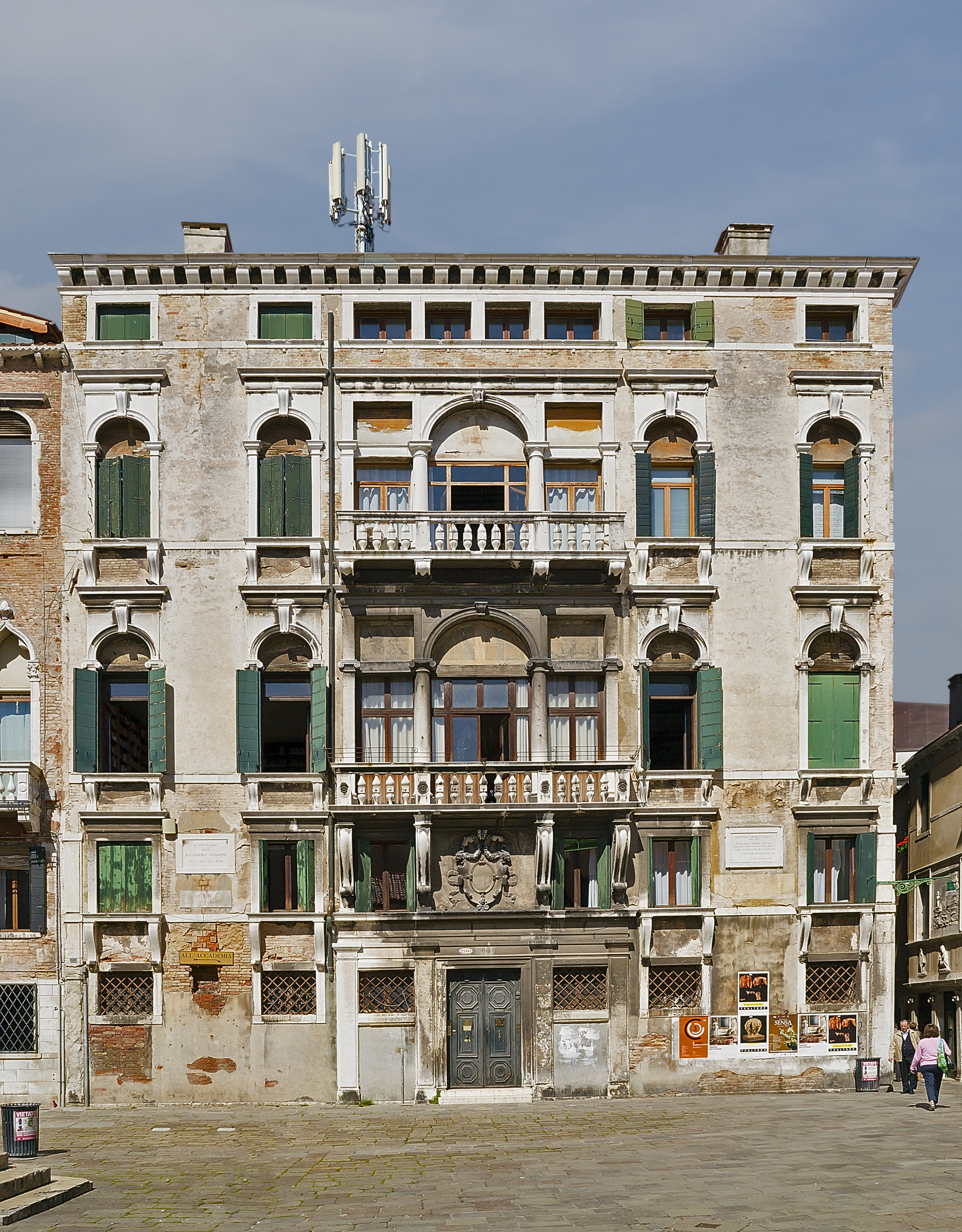
Palazzo Bellavite Baffo: Fassade zum Campo San Maurizio

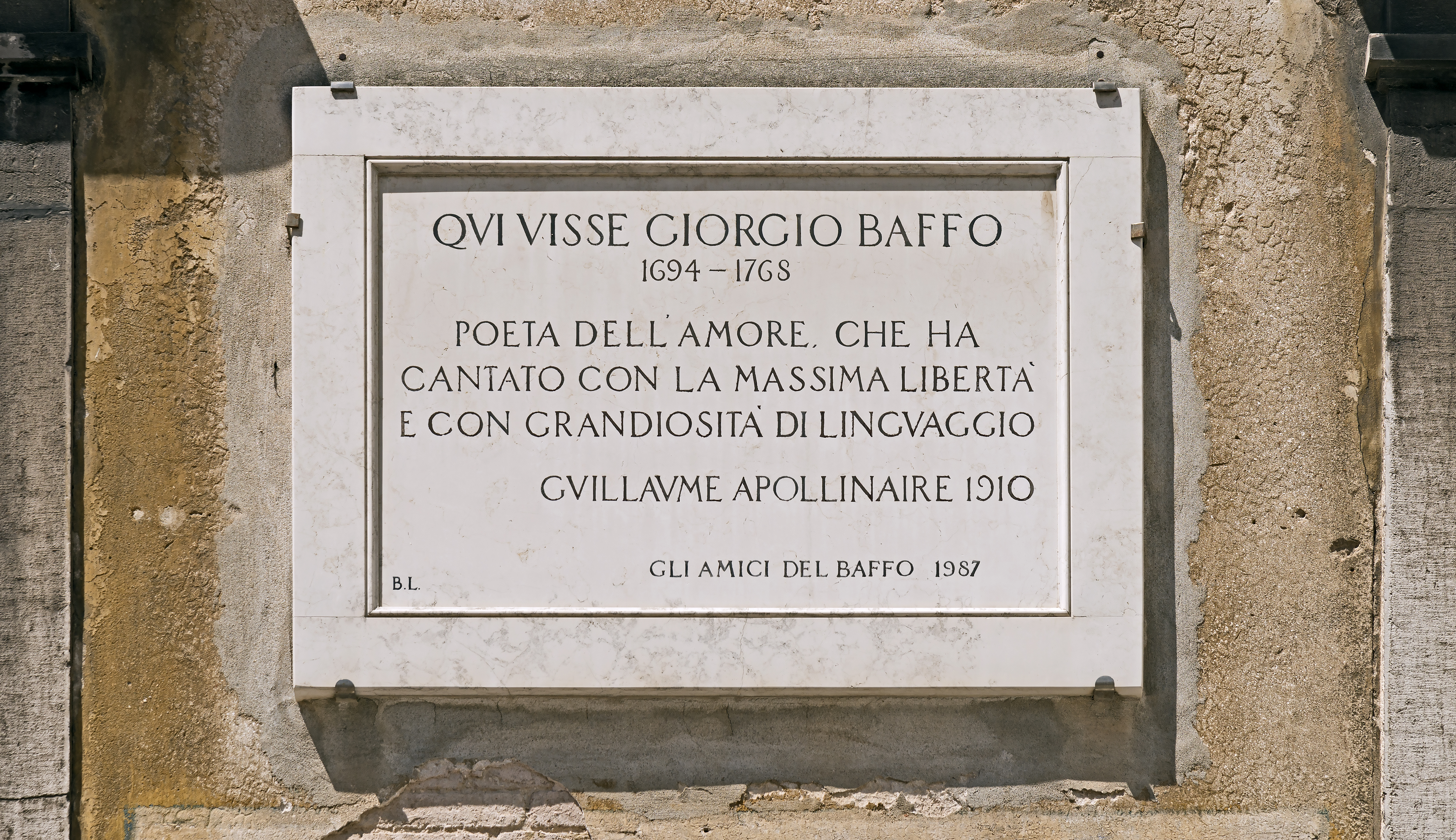
Detail der Fassade mit Marmortafel, die an Giorgio Baffo erinnert.

Palazzo Bellavite Baffo ist ein Palast in Venedig in der italienischen Region Venetien. Er liegt im Sestiere San Marco mit Blick auf den Campo San Maurizio neben der Kirche San Maurizio. Hinter dem Palast befindet sich der Rio di Santo Stefano.

## Geschichte
Den Palast ließ Anfang des 16. Jahrhunderts Dionisio Bellavite anstelle des alten Campanile der Kirche San Maurizio errichten. Dort lebte auch der letzte Spross der Familie Baffo. Im einst prächtigen Wohnhaus sind heute ein Studienzentrum und Büros untergebracht.

## Beschreibung
Der Palast hat fünf Stockwerke. Im Erdgeschoss führt an der Fassade zum Kirchplatz ein rechteckiges Portal in der Mitte ins Innere. Daneben sind symmetrisch sechs rechteckige, vergitterte Fenster angeordnet. Im Zwischengeschoss darüber wiederholt sich die Anordnung der rechteckigen Fenster. Über dem Portal ist ein großes Wappen angebracht, zwischen den beiden äußeren Fenstern auf jeder Seite je eine Marmortafel, von denen eine auf den Dichter Giorgio Baffo (1694–1768) hinweist.
Die beiden Hauptgeschosse sind jeweils durch ein großes venezianisches Fenster in der Mitte, versehen mit einem vorspringenden Steinbalkon, charakterisiert. Flankiert sind diese Fenster von je einem Paar einzelner Rundbogenfenster. Das Zwischengeschoss unter dem Dach hat ein Vierfach-Rechteckfenster in der Mitte, flankiert von je einem Paar gleichartiger Einzelfenster pro Seite. Nach oben schließt die Fassade eine gezahnte Dachtraufe ab.
Die Innenräume sind im Stil des 18. Jahrhunderts gehalten, auch wenn der Palast im Laufe des 16. Jahrhunderts von Paolo Veronese mit Fresken ausgemalt wurde. Von dieser Arbeit des Künstlers ist allerdings heute nichts mehr erhalten. Die heute noch sichtbaren Fresken stammen aus dem 18. Jahrhundert und werden Pietro Antonio Novelli zugeschrieben.